# Вејл (Орегон)
Вејл (енгл. Vale) град је у америчкој савезној држави Орегон.

## Демографија
По попису из 2010. године број становника је 1.874, што је 102 (-5,2%) становника мање него 2000. године.
| Група             | 2000.         | 2010.         |
| Белци             | 1.401 (70,9%) | 1.370 (73,1%) |
| Афроамериканци    | 3 (0,2%)      | 5 (0,3%)      |
| Азијати           | 15 (0,8%)     | 8 (0,4%)      |
| Хиспаноамериканци | 491 (24,8%)   | 439 (23,4%)   |
| Укупно            | 1.976         | 1.874         |